# آشیکیتا، کوماموتو
آشیکیتا، کوماموتو (به لاتین: Ashikita, Kumamoto) یک منطقهٔ مسکونی در ژاپن است که در استان کوماموتو واقع شده‌است. آشیکیتا  ۲۱٬۶۴۴ نفر جمعیت دارد.